# Capitalinos de La Habana
Los Capitalinos de La Habana son un equipo de baloncesto con sede en La Habana, Cuba. Actualmente juegan en la Liga Superior de Baloncesto de Cuba, la primera división de Cuba.
El club es uno de los más exitoso de la historia de la nación, ya que cuenta con siete campeonatos nacionales, obtenidos en 1994, 1995, 1996, 1997, 1998, 2010 y 2015.

## Historia
El equipo comenzó su participación en la Liga Superior de Baloncesto de Cuba en 1993, en la primera temporada de la liga. Ese mismo año, los Capitalinos quedaron en segundo lugar en el todos contra todos. Desde la segunda temporada de la división hasta la quinta, los Capitalinos obtuvieron el primer lugar en el todos contra todos, proclamándose campeones cinco veces consecutivas convirtiéndose en el primer equipo en lograr campeones consecutivos. Después que la liga incorporó el play-off a la competición, los Capitalinos derrotaron 4 partidos a 1 al Ciego de Ávila en el play-off final de la liga en el año 2010. Luego en el 2015 derrotaron otra vez al Ciego de Ávila 4-2 en el play-off final, proclamándose campeones de la liga por séptima vez.